# Graz flygplats
Graz flygplats (IATA: GRZ, ICAO: LOWG) (tyska: Flughafen Graz) är en internationell flygplats söder om Graz, Österrikes näst största stad. Den ligger i samhället Abtissendorf i kommunen Feldkirchen och i Thalerhof i kommunen Kalsdorf 9,3 km söder om centrala Graz. Terminalen ligger i samhället Abtissendorf.

## Flygbolag och destinationer[2]
| Flygbolag            | Destinationer                        | Flygplanstyp |
| -------------------- | ------------------------------------ | ------------ |
| Air Dolomiti         | Frankfurt, München                   | Embraer 195  |
| Austrian Airlines    | Wien                                 | Embraer 195  |
| Corendon             | Hurghada, Las Palmas (vinter)        | Boeing 737   |
| European Air Charter | Heraklion (sommar), Larnaca (sommar) | MD-82        |
| Eurowings            | Berlin, Düsseldorf, Hamburg          | Airbus A320  |
| SWISS                | Zürich                               | Airbus A220  |

## Kommunikationer

### Kollektivtrafik
Regionbusslinje 630 trafikerar mellan Graz flygplats och Graz. Färden till Graz centrum dröjer 26 minuter eller längre. 
420 meter öster om flygplatsen finns järnvägsstationen Flughafen Graz-Feldkirchen. Tåglinjen S5 (Graz-Spielfeld-Straß) förbinder flygplatsen med Graz centralstation. Resan tar elva minuter.